# Есларн
Есларн (њем. Eslarn) град је у њемачкој савезној држави Баварска. Једно је од 38 општинских средишта округа Нојштат ан дер Валднаб. Према процјени из 2010. у граду је живјело 2.925 становника. Посједује регионалну шифру (AGS) 9374118.

## Географски и демографски подаци
Есларн се налази у савезној држави Баварска у округу Нојштат ан дер Валднаб. Град се налази на надморској висини од 516 метара. Површина општине износи 55,2 km². У самом граду је, према процјени из 2010. године, живјело 2.925 становника. Просјечна густина становништва износи 53 становника/km².

## Међународна сарадња
| Мјесто | Држава | Врста сарадње | Од    |
| ------ | ------ | ------------- | ----- |
|        | Чешка  | партнерство   | 1990. |
| Извор  |        |               |       |